# مونت نابمبا
مونت نابمبا (به لاتین: Mont Nabemba) یک کوه است که در جمهوری کنگو واقع شده‌است. مونت نابمبا ۱٬۰۲۰ متر بالاتر از سطح دریا واقع شده‌است.